# Марксистський інтернет-архів
Марксистський інтернет-архів (МІА; англ. Marxists Internet Archive) — некомерційна онлайн-енциклопедія, яка містить багатомовну бібліотеку (створену в 1990 році) творів комуністичних, анархістських і соціалістичних авторів, таких як Карл Маркс, Фрідріх Енгельс, Володимир Ленін, Лев Троцький, Йосип Сталін, Мао Цзедун, Роза Люксембург, Михайло Бакунін, Петро Кропоткін і П'єр-Жозеф Прудон, а також письменників близьких ідеологій, і навіть не пов'язаних з ними (наприклад, Сунь Цзи). Колекція підтримується волонтерами та базується на колекції документів, які розповсюджувалися електронною поштою та групами новин, а потім були зібрані на одному gopher-сайті у 1993 році. Він містить понад 180 000 документів від понад 850 авторів 80 мовами, включно з українською. Всі матеріали в архіві надаються користувачам безкоштовно, хоча не обов'язково є вільними від авторських прав.

## Історія

### Заснування

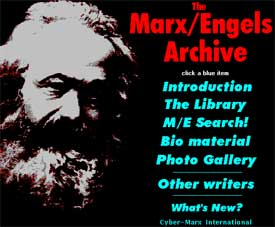
Попередником Інтернет-архіву марксистів був Архів Маркса-Енгельса, доступний в Інтернеті з 1993 року.

Архів був створений у 1990 році людиною, відомою в Інтернеті лише за ніком Zodiac, яка почала архівувати марксистські тексти, переписуючи твори Маркса і Енгельса в електронний текст, починаючи з Маніфесту комуністичної партії. У 1993 році накопичений текст було розміщено на gopher-сайті csf.colorado.edu. Долучилися добровольці, які допомогли розповсюдити та віддзеркалити основний архів. Однак основний сайт і його дзеркала були розміщені на академічних серверах, і до кінця 1995 року майже всі вони були закриті.
До 1996 року веб-сайт Marx.org був розміщений на комерційному хостингу. Після цього активізувалися доброволці. Однак у наступні роки виник конфлікт між волонтерами, що працювали над веб-сайтом, і Zodiac'ом, який зберігав контроль над проєктом і доменним ім'ям. Оскільки обсяг архіву розширювався, Zodiac побоювався, що відкритість до різноманітних течій марксизму є «слизьким шляхом», що призведе до сектантства. Добровольці, які займалися переписуванням текстів, обурювалися тим, що мали малий вплив на те, як організовувався та працював архів. На початку 1998 року Zodiac вирішив, що Marx.org повернеться до своїх витоків і що всі автори, крім Маркса і Енгельса, будуть видалені.
Сучасна форма Марксистського інтернет-архіву (marxists.org) була створена добровольцями, що перенесли файли і архіви з Marx.org. Zodiac закрив Marx.org у 1999 році, а у 2002 році продав доменне ім'я МІА. Окрім marx.org і marxists.org, Марксистський інтернет-архів отримав право на володіння доменними іменами lenin.org і trotsky.org.
Сайт і група добровольців, що працює над ним, кардинально змінилися з моменту його заснування. До 2014 року вона зросла до 62 волонтерів з 33 різних країн і містила понад 50 000 публікацій 54 мовами, що охоплюють понад 600 авторів. Нині Марксистський інтернет-архів охоплює твори як марксистських, так і немарксистських авторів. МІА внесений до каталогу WorldCat.

### Атаки 2007 року
МІА був неодноразово зазнавав хакерських атак.